# Reinaldo Brenes
Reinaldo Antonio Brenes Pozuelo (San José, 19 de diciembre de 1991) más conocido como La Cobra, Maní, La Cobra Brenes, es un futbolista costarricense que juega como delantero en Belén F.C., de la Primera División de Costa Rica.

## Trayectoria

### Akron Zips
Reinaldo Brenes Pozuelo inició profesionalmente tras escalar posiciones en el fútbol. Destacó en la Universidad de Akron, en Ohio, Estados Unidos; precisamente con el equipo de Akron Zips. En 2010, con tan sólo 21 años, se posicionó de volante en el club y logró ser campeón de NCAA.
En el año 2012, cambió su posición a delantero, logrando el liderato del goleo con 11 anotaciones y dándole sendas victorias al equipo. Al año siguiente marcó 8 anotaciones más, convirtiéndose en uno de los jugadores más destacados.

### Portland Timbers U-23
Brenes, por su calidad de goleador y excelencia fue traído por el Portland Timbers U-23 para el verano del 2013. Fue ubicado en el SuperDraft de la MLS 2014, y su nuevo club sería el Sporting Kansas City.

### Sporting Kansas City
Después de ser fichado por el Kansas City para el torneo venidero, no logró debutar con el campeón de la MLS en ese entonces, ya que sufrió una lesión que le impedía jugar con su club. No obstante, recuperado y listo para jugar, decidió llegar a Costa Rica y vincularse con el Deportivo Saprissa.

### Deportivo Saprissa
Reinaldo estuvo entrenando con el equipo morado desde varias semanas del 2015 y el club finalmente decidió contratarlo el 5 de febrero de ese año; fecha en la que se acababa el periodo de contrataciones. Se dio esta contratación para reforzar la delantera del club y será el primer equipo de Primera División del país en que marcará su debut. El 8 de marzo se dio oficialmente su debut ante Carmelita en la victoria 4-0, y Brenes solo pudo jugar 1' minuto. Su siguiente partido fue contra Belén, pero el equipo tibaseño perdió 1-2. Posteriormente, no estuvo en las series semifinales frente a Liga Deportiva Alajuelense, las cuales Saprissa no logró avanzar a la final.

### Belén F.C.
El Deportivo Saprissa cedió en condición de préstamo al futbolista para disputar el siguiente campeonato con Belén, y su primer partido fue el 12 de julio contra Cariari por el Torneo de Copa. Partido en el cual su club salió victorioso y avanzando a la siguiente ronda.

## Características
Reinaldo Brenes es un jugador «9» del área, corre detrás de la defensa y evita hacer un esfuerzo excesivo para controlar las lesiones. Se caracteriza por ser muy rápido y con buen dominio del balón; además de tener gran remate. Se posiciona como delantero, específicamente como punta o media punta.

## Vida personal
Proviene de una familia deportista, sus padres, Reinaldo y Ana Lorena, última que fue exnadadora de los 70's y monarca del Istmo por equipos. Además, sus hermanas son tenistas: Ericka y Andrea. La primera fue campeona local en 2002 y la segunda ha jugado en cinco Copas del Café, siendo también seleccionada.
Brenes siempre vivió apasionado por el fútbol y de niño se veía jugar en la Major League Soccer. Empezó en la Escuela de Fútbol Milán Costa Rica, con el entrenador Ivan Mraz y luego pasó a la Academia IMG en Bradenton. A los 13 años, el Sparta de Praga tuvo la intención de traerlo a sus filas, pero sus padres rechazaron la propuesta, ya que debía concluir con sus estudios.

## Clubes
| Club                  | País           | Año         |
| --------------------- | -------------- | ----------- |
| Akron Zips            | Estados Unidos | 2010 - 2013 |
| Portland Timbers U-23 | Estados Unidos | 2013 - 2014 |
| Sporting Kansas City  | Estados Unidos | 2014 - 2015 |
| Deportivo Saprissa    | Costa Rica     | 2015        |
| Belén F.C.            | Costa Rica     | 2015 - 2016 |

## Palmarés

### Campeonatos nacionales
| Título                  | Equipo     | País           | Año  |
| ----------------------- | ---------- | -------------- | ---- |
| College Cup             | Akron Zips | Estados Unidos | 2010 |
| Mid-American Conference | Akron Zips | Estados Unidos | 2010 |
| Mid-American Conference | Akron Zips | Estados Unidos | 2012 |
| Mid-American Conference | Akron Zips | Estados Unidos | 2013 |